# Odry
Odry (deutsch Odrau) ist eine Stadt im Okres Nový Jičín in Tschechien.

## Geographie
Die Stadt liegt in Tschechisch-Schlesien 15 Kilometer nordwestlich von Nový Jičín (Neu Titschein) als erste Stadt an der Oder und befindet sich im Süden der Oderberge beidseitig des Flusses im Tal der Oder vor deren Lauf in das Kuhländchen.
Südöstlich erhebt sich der Pohoř (Pohorschberg, 475 m). Durch die Stadt führt die Staatsstraße I/47 von Ostrava (Ostrau) nach Hranice (Mährisch Weißkirchen), von der am nördlichen Stadtrand die II/441 nach Potštát (Bodenstadt) abführt.
Nachbarorte sind Vítovka (Werdenberg) im Norden, Tošovice (Taschendorf), Hvězdová (Sternfeld) und Jestřabí (Jastersdorf) im Nordosten, Pohoř (Pohorsch) im Osten, Mankovice (Mankendorf) im Südosten, Emauzy (Emaus) und Vražné (Petersdorf) im Süden, Veselí (Wessiedel) im Südwesten, Dvořisko (Hennhof) und Dobešov (Dobischwald) im Westen sowie Nová Ves (Neudörfel) und Loučky (Lautsch) im Nordwesten.

## Geschichte
Das linksseitig der Oder am Berg Pohoř befindliche Dorf Vyhnanov wurde 1234 im Zuge der Gründung des Klosters Tišnov (Tischnowitz) durch Ottokar II. Přemysl erstmals urkundlich erwähnt. Der zum Besitz des Zisterzienserklosters gehörige mährische Ort ging 1241 beim Einfall der Goldenen Horde unter. Zum Schutz gegen weitere tatarische Invasionen erfolgte um 1253 die Anlegung einer festen Burg an der Oder. Diese Burg an der Grenze zwischen Mähren und Schlesien wurde Sitz der Herrschaft Odra, als deren erster nachweislicher Besitzer der Burggraf von Olmütz, Albert von Sternberg überliefert ist.
Unterhalb der Burg entstand rechtsseitig der Oder ein Dorf, das den Namen Odra bzw. Oderaw trug. Es wurde erstmals am 15. Februar 1346 urkundlich erwähnt, als der Troppauer Herzog Nikolaus II. das Dorf Odra erbrechtlich dem Zbyňek von Tworkau übertrug, der vermutlich ein Sohn des 1288 belegten Troppauer Provinzrichters Andreas/Ondřej von Tworkau war.
1357 erfolgte durch die Sternberger die Stadtgründung nach Troppauer Recht. Zum Ende des 14. Jahrhunderts entstand ein Grenzstreit um die ursprünglich zum Troppauer Land gehörige Herrschaft Odra, die 1480 wie zuvor schon die Herrschaft Fulnek in die mährische Landtafel zu Olmütz eingelegt werden sollte.  Am 28. Oktober 1481 verglich sich der Troppauer Herzog Viktorin und mit den Vertretern der mährischen Stände, Bischof Protasius und Landeshauptmann Ctibor von Cimburg darüber, dass die Oder die Grenze zwischen dem Herzogtum Troppau und dem Markgraftum Mähren bilden sollte und die Herrschaft Odra damit Teil des Herzogtums Troppau blieb. Zur Beilegung des weiter anhaltenden Streites erfolgte 1493 eine neue Grenzziehung zwischen Mähren und Schlesien, die 1613 durch Kaiser Matthias für verbindlich erklärt wurde und bis 1920 Bestand hatte. Die Stadt gehörte dadurch bis zur Gründung der Tschechoslowakei zu Österreichisch-Schlesien.
Zwischen 1428 und 1435 war Odra ein Sitz der Hussiten. In der nachfolgenden Zeit wurden die Adelsgeschlechter von Krawarn, Oderski von Liderau, Zwolsky von Zwole, Praschma, Werdenberg, Lichnowsky von Woschütz und Schlabrendorf. Unter der Herrschaft der Praschma erfolgte 1553 die Reformation und bis 1627 blieb Odra protestantisch. 1602 brach eine Pestepidemie aus und der Dreißigjährige Krieg führte zu einem Niedergang der Stadt, die sich bis dahin zu einem bedeutenden Handelsplatz entwickelt hatte. Gegen Ende des 17. Jahrhunderts hatte sich die Stadt von den Kriegsfolgen und anschließender kaiserlicher Zwangsverwaltung der konfiszierten Herrschaft wieder erholt. Seit dieser Zeit wurde die Stadt als Odrau bezeichnet. 1691 erfolgte der Neubau der Bartholomäuskirche.
1730 ließ Leopold Franz Freiherr von Lichnowsky das Barockschloss an Stelle der gotischen Burganlage errichten. 1747 begann der Bergbau auf Blei- und Silbererze, der 1796 wieder eingestellt wurde. Um 1750 wurde in Odrau die Tuchfabrikation ansässig. 1774 entstand eine Wollwarenmanufaktur. Zu Beginn des 19. Jahrhunderts erwarben die Fürstenberger die Herrschaft Odrau. Insbesondere Charlotte Landgräfin von Fürstenberg ließ der Stadt besondere Förderung zuteilwerden. 1833 entstand der Schlosspark.
Nach der Ablösung der Patrimonialherrschaften im Jahre 1848 wurde Odrau zu einer selbstständigen Stadt. 1866 erfolgte die Gründung einer Gummiwarenfabrik. Mit der Inbetriebnahme der Lokalbahn Zauchtel–Bautsch erhielt Odrau 1891 einen Eisenbahnanschluss. Die Stadt war Sitz eines Gerichtsbezirkes im politischen Bezirk Neutitschein. Er umfasste im Jahr 1900 außer der Stadt Odrau die 16 Gemeinden Dobischwald, Dörfel, Heinzendorf, Groß-Hermsdorf, Klein Hermsdorf, Jogsdorf, Kamitz, Kunzendorf, Lautsch, Mankendorf, Neudörfel, Klein Petersdorf, Taschendorf, Werdenberg, Wessiedel, und Schlesisch Wolfsdorf.
1930 hatte Odrau 4000 Einwohner, von denen 3461 Deutsche waren. Nach dem Münchner Abkommen wurde Odrau dem Deutschen Reich zugeschlagen und am 10. Oktober 1938 von der Wehrmacht besetzt. Es folgten Verfolgungen der jüdischen Bürger und politisch Andersdenkenden. Bis 1945 war Odrau dem Landkreis Neu Titschein, Regierungsbezirk Troppau, im Reichsgau Sudetenland zugeordnet.
Besitzer des Schlosses waren bis 1945 die Grafen Potocki. Die etwa 4000 deutschen Einwohner von Odrau wurden nach Ende des Zweiten Weltkrieges 1945/46 vertrieben. Am 17. Januar 1964 wurde das Schloss zu 80 % durch einen Brand zerstört. Die Ruine wurde am 7. Juli 1966 feierlich gesprengt und an ihrer Stelle ein Kaufhaus in Betonbauweise errichtet.

### Demographie

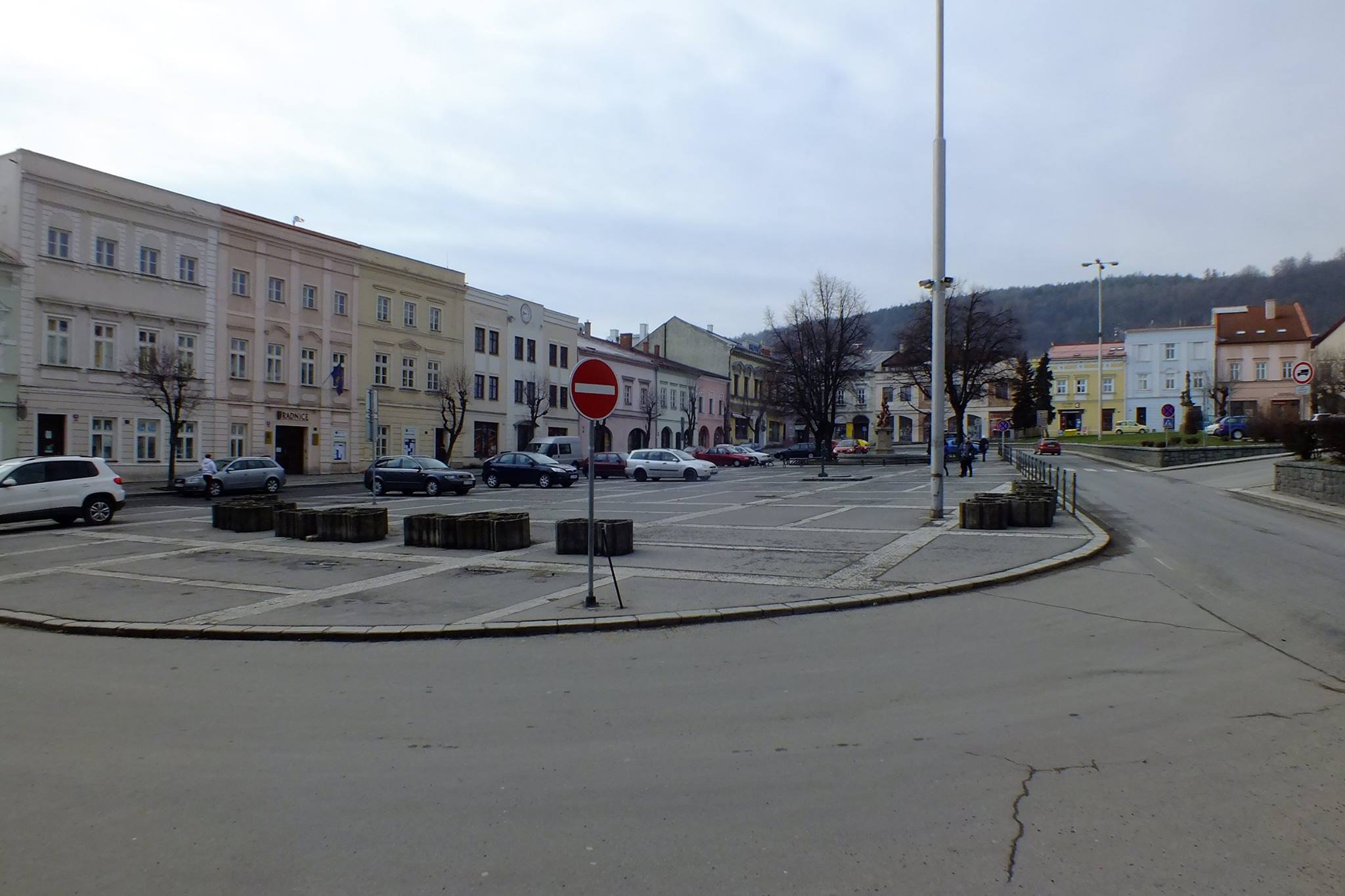
Stadtzentrum

| Jahr | Einwohner | Anmerkungen        |
| ---- | --------- | ------------------ |
| 1900 | 4.191     | deutsche Einwohner |
| 1930 | 4.000     | [ 4 ]              |
| 1939 | 4.134     | [ 4 ]              |

## Ortsgliederung
Die Stadt Odry besteht aus den Ortsteilen Dobešov (Dobischwald), Kamenka (Kamitz), Klokočůvek (Klein Glockersdorf), Loučky (Lautsch), Pohoř (Pohorsch), Tošovice (Taschendorf), Veselí (Wessiedel) und Vítovka (Werdenberg) sowie den Ortslagen Dvořisko (Hennhof), Hvězdová (Sternfeld), Kolonka (Kolonie) und Nová Ves (Neudörfel).

## Sehenswürdigkeiten
- Bartholomäuskirche, der Barockbau wurde 1691–1692 anstelle eines gotischen Vorgängerbaus aus dem Jahre 1373 errichtet. Im Turm befindet sich eine Glocke aus dem Jahre 1374, die als älteste noch erhaltene Kirchenglocke in Mähren gilt.
- Neoklassizistischer Brunnen auf dem Masarykovo náměstí (Marktplatz), 1897 vom Bildhauer Emil Zimmermann geschaffen und als Kaiser Franz-Josefs-Brunnen geweiht
- Mariensäule auf dem Masarykovo náměstí, 1783 geschaffen
- Statue des Hl. Johannes von Nepomuk von 1714, sie war ursprünglich auf der Johannisbrücke gestanden
- Statue des Hl. Florian zwischen Kirche und Pfarrhaus auf dem Masarykovo náměstí, 1751 aufgestellt

Sehenswürdigkeiten in Odry
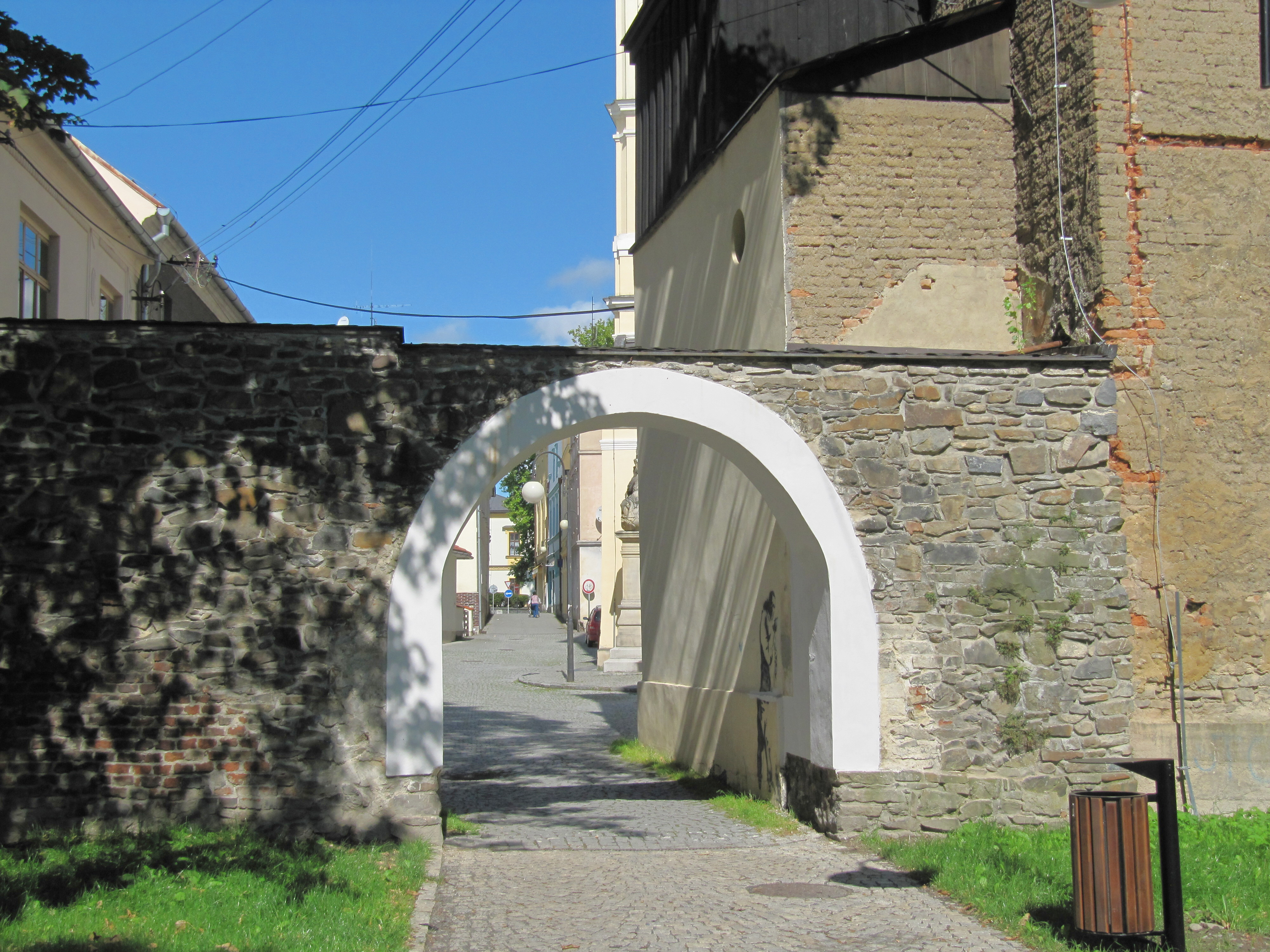
Mittelalterliches Stadttor
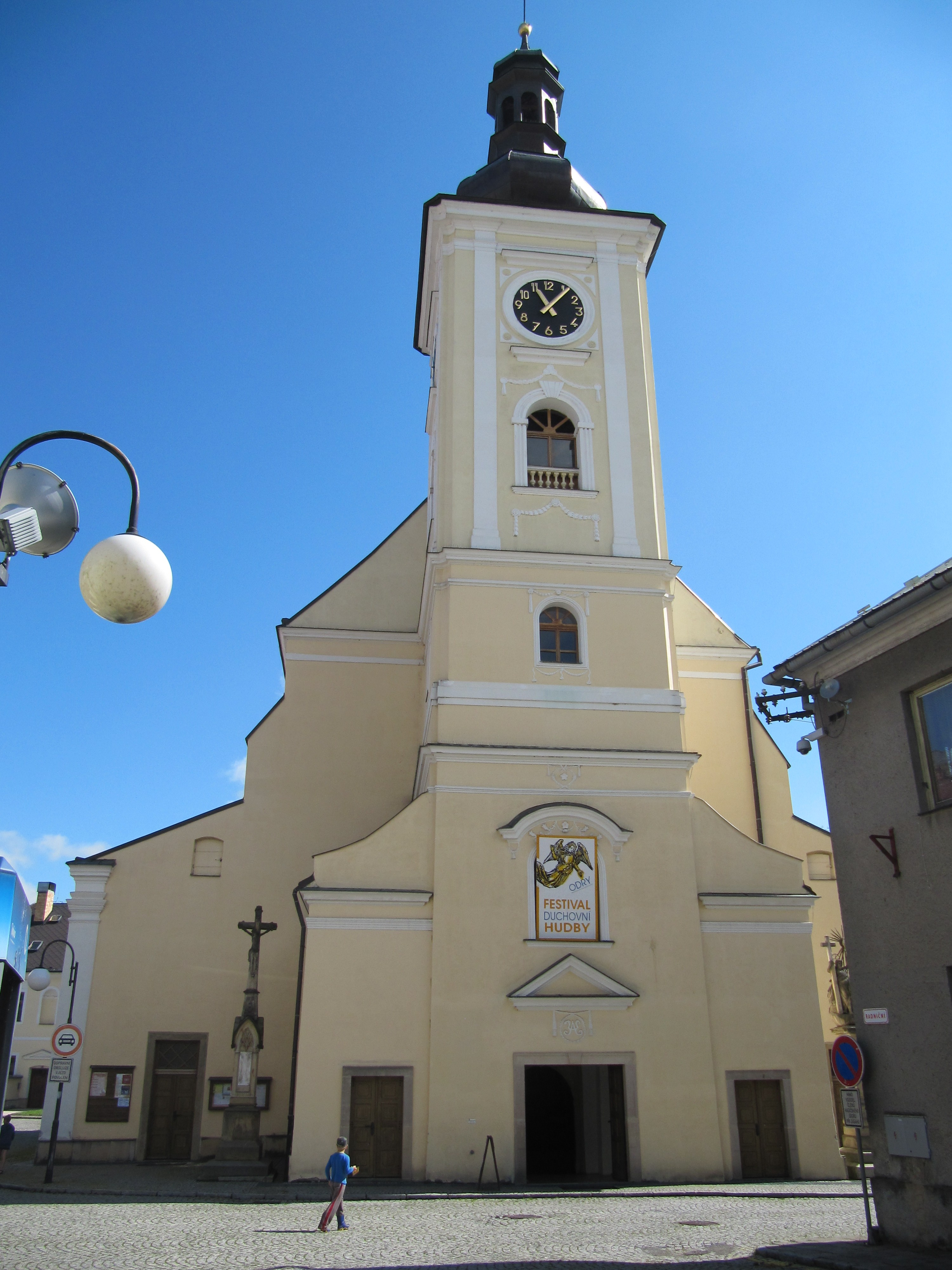
Bartholomäuskirche
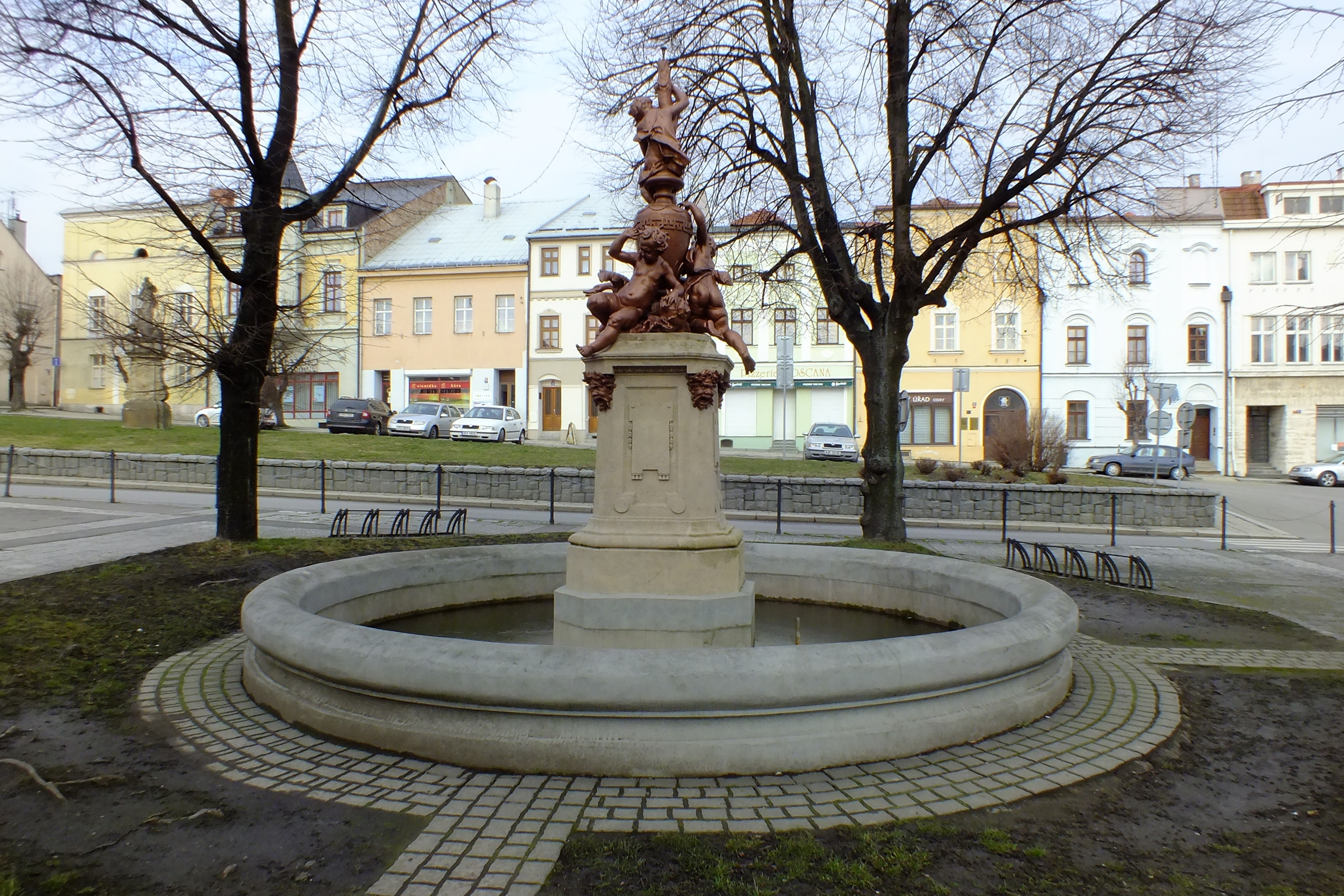
Parkanlage mit Geschäftshäusern im Hintergrund

## Söhne und Töchter der Stadt
- Heinrich Jan Demel (1808–1867), österreichischer Astronom und Mathematiker
- Josef Fiebiger (1870–1956), österreichischer Hochschullehrer
- Walter Galuschka (1921–1967), deutscher Politiker (SPD), MdL Bayern
- Eduard Gerlich (1836–1904), österreichischer Ingenieur und Professor in Zürich, der Eisenbahnbautechniker schuf die Pläne zum Bau von Eisenbahnstrecken in den österreichischen und Schweizer Alpen
- Ernst Habiger (1932–2021), deutscher Ingenieur und Hochschullehrer
- Alfred Hausner (1894–unbekannt), sudetendeutscher Jurist und Landrat
- Wilhelm Heinz (1894–unbekannt), Ingenieur, Politiker (NSDAP) und Abgeordneter des deutschen Reichstages
- August Herzmansky (1834–1896), österreichischer Kaufmann und Begründer des Warenhauses Herzmansky in Wien
- Karl Alfons Jurasky (1903–1945), Geologe, geboren in Lautsch
- Alois Klein (1836–1927), Justiz-Reformator in Kroatien-Slawonien
- Gustav Kreitner (1847–1893), österreichischer Geograf, Diplomat und Asienforscher
- Ernst Lohwag (1847–1918), deutscher Schriftsteller, geboren in Dobischwald
- Walther Mann (1931–2009), deutscher Ingenieur und Hochschullehrer
- Anton Rolleder (1855–1912), Professor an der Staatsrealschule Steyr und Heimathistoriker, 1904 zum Ehrenbürger ernannt
- Ferdinand Ulrich (1931–2020), deutscher Philosoph
- Horst Vladar (* 1941), deutscher Regisseur, Sänger und Künstlerischer Leiter der Neuburger Kammeroper
- Otto Walzel (1919–1991), deutscher Politiker (SPD, CDU), MdL Rheinland-Pfalz
- Emil Zimmermann (1861–1928), österreichischer Bildhauer